# 1967 (numero)
Millenovecentosessantasette (1967) è il numero naturale dopo il 1966 e prima del 1968.

## Proprietà matematiche
- È un numero dispari.
- È un numero composto da 4 divisori: 1, 7, 281, 1967. Poiché la somma dei suoi divisori (escluso il numero stesso) è 289 < 1967, è un numero difettivo.
- È un numero semiprimo.
- È un numero nontotiente in quanto dispari e diverso da 1.
- È un numero congruente.
- È un numero intero privo di quadrati.
- È un numero odioso.
- È parte delle terne pitagoriche (1120, 1617, 1967), (1967, 6744, 7025), (1967, 39456, 39505), (1967, 276360, 276367), (1967, 1934544, 1934545).

## Astronomia
- 1967 Menzel è un asteroide della fascia principale del sistema solare.

## Astronautica
- Cosmos 1967 è un satellite artificiale russo.